# Цетлін
Цетлін (пол. Cetlin) — село в Польщі, у гміні Ґоздово Серпецького повіту Мазовецького воєводства.
Населення — 162 особи (2011).
У 1975—1998 роках село належало до Плоцького воєводства.

## Демографія
Демографічна структура станом на 31 березня 2011 року:
|          | Загалом | Допрацездатний вік | Працездатний вік | Постпрацездатний вік |
| -------- | ------- | ------------------ | ---------------- | -------------------- |
| Чоловіки | 78      | 15                 | 56               | 7                    |
| Жінки    | 84      | 23                 | 44               | 17                   |
| Разом    | 162     | 38                 | 100              | 24                   |